# Kiwanda
Kiwanda é um espaço de coworking localizado no 50 rue de Montreuil, do 11º distrito de Paris.
Kiwanda reune aos atores da economia social e solidária e do empreendedorismo social conhecidos pelo nome de "imprendedores" num espaço de trabalho e de eventos.

## Atividade
Kiwanda significa "fabrica" em Suaíli.
O espaço tem três atividades principais, ele é simultaneamente: um espaço de co-working, um ponto de encontro e uma rede de imprendedores.

## Histórico

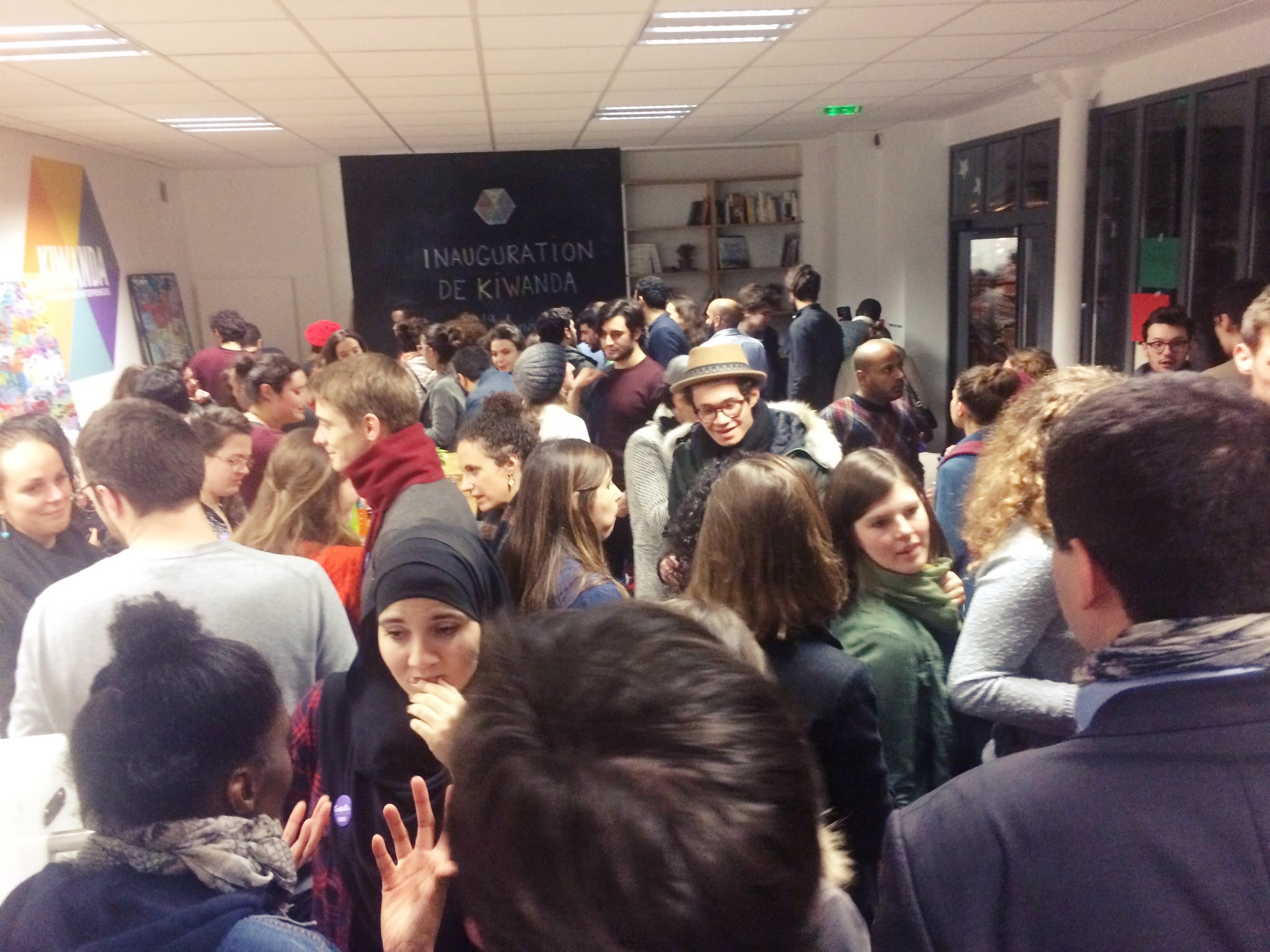
Inauguração do espaço Kiwanda o 17 de janeiro de 2017

### Fundação
O espaço Kiwanda foi co-fundado pelas associações SINGA e Coexister em outubro de 2016.
A inauguração oficial de Kiwanda teve lugar o 19 de janeiro de 2017. Ao evento assistiram os membros das duas associações, muitos convidados externos e o vice-prefeito de Paris, o senhor Jean-Louis Missika,

### Evolução
Nos primeiros três anos de funcionamento, o número de residentes em Kiwanda duplicou.
Em junho de 2018, a associação Wintegreat se uniu à SINGA e à Coexister nas instalações. Pouco depois, no mes de setembro 2018, a equipe da organização AIME se instalou em Kiwanda.
Além das associações, os projetos do programa de empreendimento da SINGA se desenvolveram dentro das instalações de Kiwanda.
|    | Promo 1                           | Promo 2                                        | Promo 3                     | Promo 4                      | Promo 5                      | Promo 6                                  |
| -- | --------------------------------- | ---------------------------------------------- | --------------------------- | ---------------------------- | ---------------------------- | ---------------------------------------- |
| 1  | Consulting                        | The Dream Cinematography                       | Solodou                     | Causons                      | L'Art Kaan                   | Une Bonne Action                         |
| 2  | Collectif Yacoubian               | Natakallam                                     | Galerie IZUBA               | The Ptits Plats              | Unir                         | Les Symétriques                          |
| 3  | Cultivons la diversité culturelle | Les Lettres Persanes                           | Konexio                     | SOSO                         | Recettes Nomades             | Abajad                                   |
| 4  | Création & Kitchen                | No Gap                                         | Umoya                       | TILT                         | Humanity Diaspo              | Le Bercail                               |
| 5  | Daraja                            | Café Bienvenue                                 | IDS                         | Caracol                      | Le Falaf                     | Metishima                                |
| 6  | El Whoda International            | Festival du jeune théâtre persan               | Zaafran                     | Eat and Meet                 | Euterpe                      | EYEVIEW                                  |
| 7  | Kodiko                            | Les secrets de cés de Darbouka                 | Kingz                       | Sigirl Bojun                 | Agence Touristique Innovante | Denty                                    |
| 8  | Roomoz                            | Kivu sur Seine                                 | Du Pain et des Roses        | Agence Touristique Innovante | Nomadistan                   | Apprendre Ensemble                       |
| 9  | Textfugees                        | Centre d'échange interculturel et linguistique | Nahawad                     | Moo Tie & Die                | Pizzeria à Domicile          | Solidarité Femmes en Diaspora            |
| 10 | Thot                              | Kaoukab                                        | Sama for all (SINGA Museum) | Paris Language School        | Guiti News                   | Le Restaurant Solidaire de Solange       |
| 11 | Vidéo Solidaire                   | The AFM                                        | Zigguart                    | Sama for all                 | Restaurant Soudanais         | Tarek Osman Conseil                      |
| 12 | WelcomeHere                       | Artestan                                       | Artestan                    | Digital Up                   | Hairdresser Salon            | Larda - Les Patisseries de Dania et Lara |
| 13 |                                   | Meet My mamma                                  |                             | Izuba Gallery                | Import / Export              | Roboot                                   |
| 14 |                                   | White Dove                                     |                             | Alara                        | Traduction Medicale          | Extreme Sports Platform                  |
| 15 |                                   |                                                |                             | Zigguart                     |                              | Filmena                                  |
| 16 |                                   |                                                |                             | Indian Restaurant            |                              |                                          |

Por fim, várias salas de Kiwanda são freqüentemente alugadas às pessoas, associações ou empresas externas.

## Organização do espaço

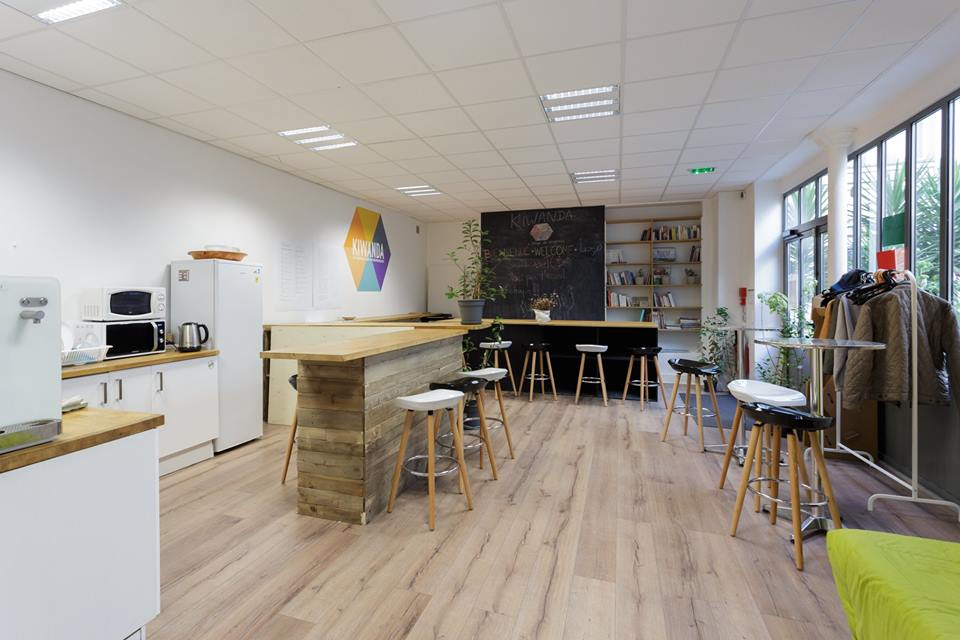
A área de partilha e de eventos do térreo de Kiwanda

Kiwanda é um espaço flexível de 400 metros quadrados com dois andares (um térreo e um primeiro andar), um pátio e um espaço para estacionar bicicletas.

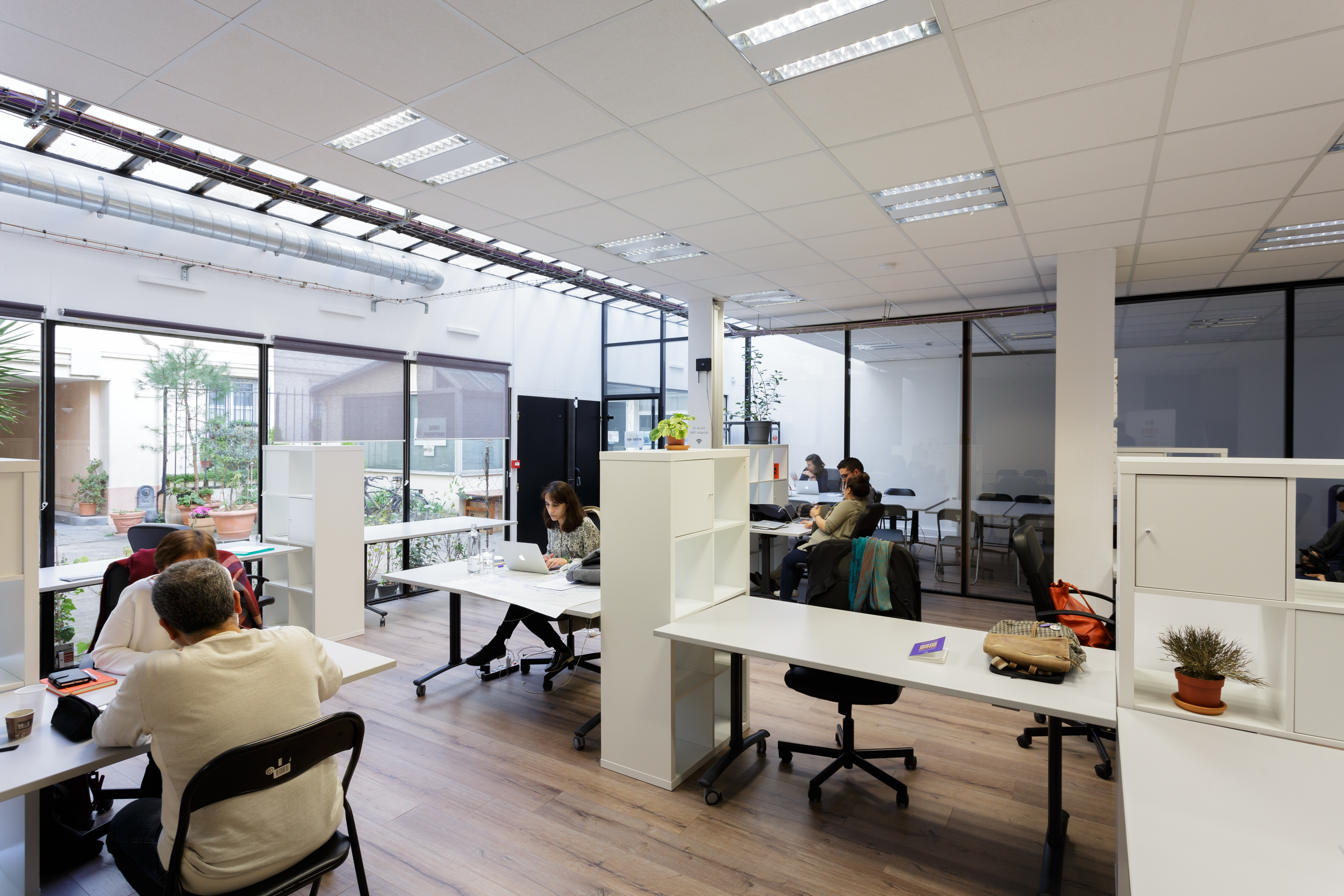
Escritórios em plano aberto do térreo de Kiwanda

O térreo é dividido em três partes. Primeiro a área de partilha tem uma cozinha, sofás e poltronas e uma mesa de jantar com cadeiras. Além disso uma fonte de água e uma cafeteira, bem como uma impressora e dois banheiros.
Depois, no mesmo andar, atravessando uma porta lateral, encontra-se o espaço de trabalho com escritórios individuais em plano aberto, cadeiras e várias unidades de armazenamento.
Os escritórios individuais do plano aberto sao utilizados pelos:
- incubados e acelerados do programa de empreendimento da associação SINGA;
- os membros da associação AIME;
- outras pessoas, associações e empresas que alugam um espaço de trabalho.

Por fim, o piso térreo tem duas salas de reunião, cada uma tem uma capacidade para 10 pessoas. Estas duas salas, denominadas Aquarium 1 e Aquarium 2, podem ser unidas numa grande sala de reuniões com capacidade para 22 pessoas, denominada Aquarium Empresa.
Para continuar, os escritórios da SINGA, Coexister e Wintegreat estão no primeiro andar. Nesse primero andar, há também a sala de reuniões Nautilus, com capacidade para seis pessoas. Além disso, esse andar tem uma cabine telefônica e três banheiros. Por fim, o primeiro andar tem uma sala conhecida como "chill room".

## Associações Residentes
Quatro associações principais trabalham em Kiwanda: a SINGA, a Coexister, o Wintegreat e o AIME.

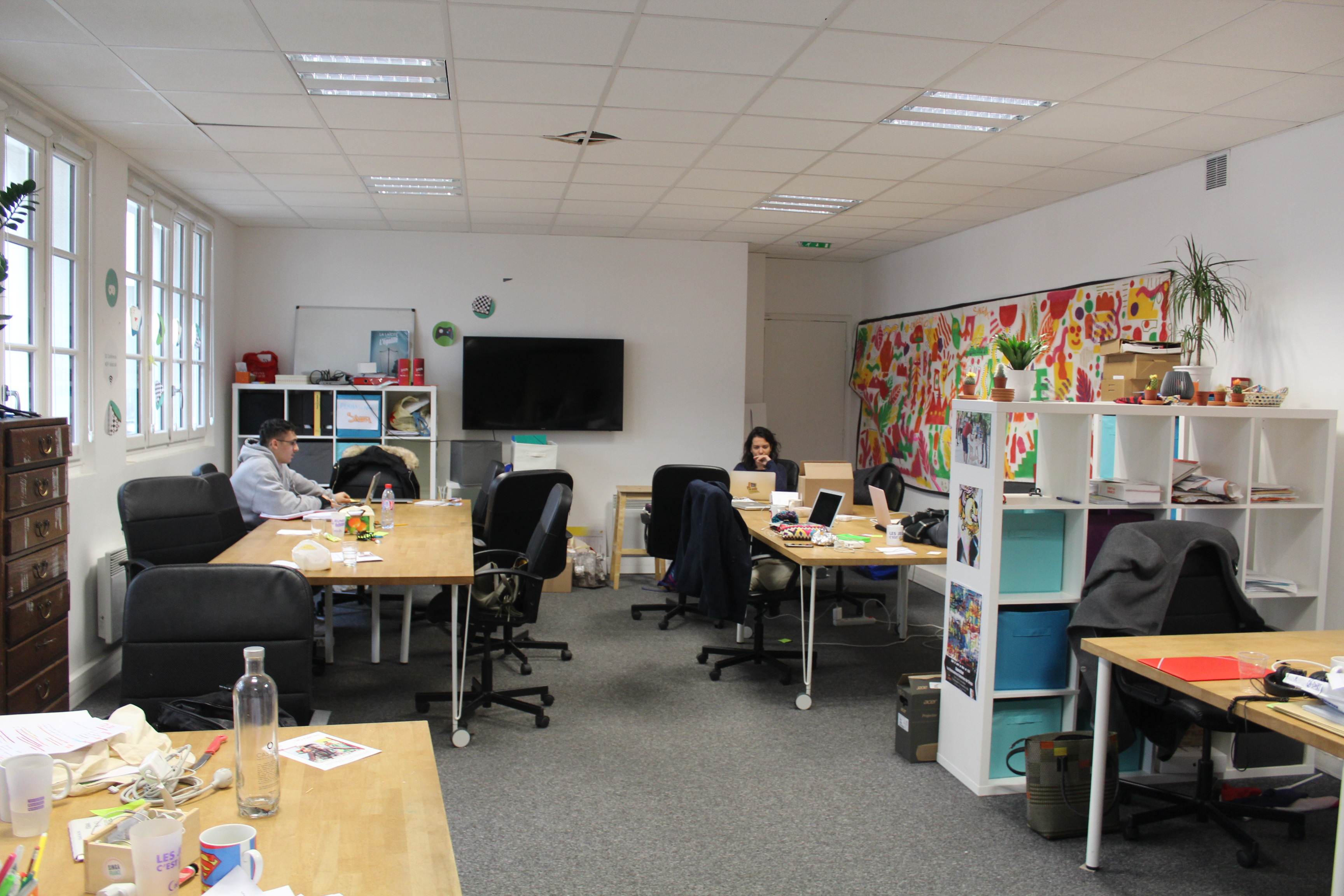
Os escritórios da associação SINGA no primeiro andar de Kiwanda

### SINGA
SINGA é um movimento cidadão que foi concebido para facilitar a criação de relações entre os recém-chegados e as sociedades de acolhimento. Para atingir esse objetivo, a SINGA implementa vários programas, por exemplo:
- Suportar cidadãos que desejam organizar eventos, gratuitos e abertos a todos. O objetivo é de criar espaços de encontro, facilitar intercâmbios e consolidar relações;[21]
- A SINGA também possui um programa empresarial cujo objetivo é contribuir à implementação de projetos realizados por e/ou para as pessoas refugiadas;[3][13][21][17]
- Finalmente, o programa Calm ( que significa Como em Casa no francês) põe em relação refugiados sem solução habitacional e que desejam viver uma experiência intercultural, com particulares que desejam recebê-los por um período fixo de tempo.[22][23][24][23][24]

Cada programa tem como objetivo criar relações em diferentes contextos e projetos.

### Coexister
Coexister é um movimento que permite aos jovens entre 15 e 35 anos ter uma experiência positiva da diversidade fazendo parte de um dos 45 grupos na França. Dois objectivos principais são a base da associação, por um lado, "colocar as diferenças ao serviço da sociedade" e, por outro, "desconstruir os clichés sobre as religiões", Para esse efeito, várias ações são realizadas pela associação: conferências, eventos e seminários nas escolas entre outros.

### Wintegreat
Wintegreat é "uma startup social que tenta reviver os projetos profissionais dos refugiados". Para atingir este objetivo, a associação se concentra na construção de parcerias com Grandes Escolas e Universidades além de Empresas. Em segundo lugar, essas parcerias ajudam Wintegreat a se fornecer treinamentos especializados e programas para refugiados.

### AIME
A Associação Internacional de Mobilização para a Igualdade (AIME) é uma organização sem fins lucrativos criada em 2009 na França por estudantes da HEC Montréal. O objetivo da associação é participar e / ou criar projetos que visem reduzir a pobreza e ajudem às populações marginalizadas no mundo inteiro. Hoje, a AIME apoia 24 estruturas locais em 11 países diferentes na Ásia, África e América Central.

## Eventos e Convidados Especiais
Kiwanda organiza um número importante de eventos, por exemplo, em 2018, a Kiwanda organizou 325 eventos.
Alguns eventos realizados frequentemente em Kiwanda são, por exemplo, almoços de grupo e cafés da manhã abertos a todos os residentes: o objetivo é de incentivar momentos de compartilhamento entre os moradores. Há também treinamentos e workshops organizados pelas associações residentes de Kiwanda ou por algum convidado externo. Por exemplo: o programa de empreendimendo da SINGA organiza workshops para os projetos incubados e acelerados pelo menos duas vezes ao mês. Outros exemplos incluem: treinamento intercultural pela SINGA e treinamento em marketing na web oferecido pela The Machinery, entre outros. Finalmente, algumas quintas-feiras são organizadas refeições com especialidades da Sri Lanka na Kiwanda.

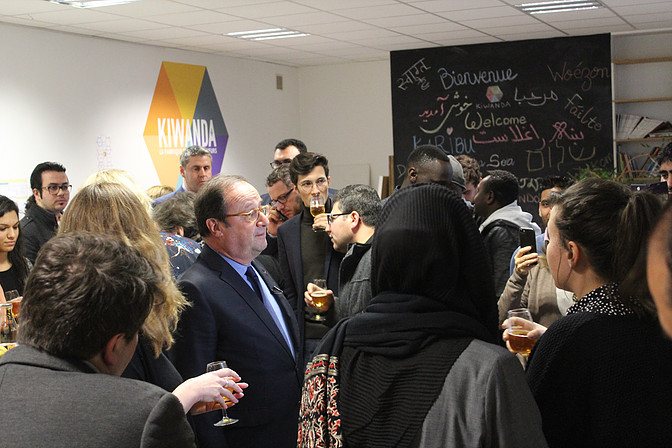
Visita de François Hollande em Kiwanda

Além de eventos mais ou menos frequentes, Kiwanda recebeu várias visitas especiais ao longo do tempo.
Exemplos incluem (em ordem cronológica):
- O ministro do Ministério da Coesão Territorial e Relações com Autoridades Locais, responsável pela cidade e habitação Julien Denormandie veio em Kiwanda o 18 de março de 2019 para falar com a associação Coexister e aprender mais sobre o programa Calm da SINGA;[45]
- Najat Vallaud-Belkacem, que é, entre outras coisas, diretor da Fundação Tent, visitou Kiwanda em dezembro de 2018;
- A ministra do Trabalho, Muriel Pénicaud, veio em Kiwanda o 01 de outubro de 2018;
- Leila Slimani visitou as instalações em maio de 2018;
- François Hollande veio visitar os projetos incubados e acelerados do programa de empreendimendo da SINGA em Kiwanda o 9 de março de 2018;
- Benoit Hamon ;
- Hapsatou Sy ;
- Antoinette Ghul.